# Публий Валерий Левин
Вижте пояснителната страница за други личности с името Валерий Левин.
Публий Валерий Левин (на латински: Publius Valerius Laevinus) e командир на римските войски в битката при Хераклеа, която губи против царя на Епир Пир. Той спасява от загуба на Капуа, Неаполис и Регион.
През 280 пр.н.е. е консул с Тиберий Корунканий.